# Sony Imagesoft
Sony Imagesoft Inc. foi uma editora de videogame americana que operou de 1989 a 1995 e estava localizada na Califórnia. Foi fundada em janeiro de 1989 em Los Angeles, Califórnia, como uma subsidiária do CBS/Sony Group (CSG) com sede no Japão e inicialmente denominada CSG Imagesoft Inc. Seu foco no início era comercializar jogos exclusivamente para consoles Nintendo.
O primeiro lançamento foi Super Dodge Ball no verão de 1989. Jogos de desenvolvedores do Reino Unido, Solstice e Dragon's Lair, foram lançados em 1990. Ambos também foram publicados no Japão pela Epic/Sony Records.
Depois que a Sony criou sua divisão norte-americana, Sony Electronic Publishing, em abril de 1991, a Imagesoft operou como Sony Imagesoft Inc.
Outros lançamentos são localizações de jogos SNES desenvolvidos anteriormente para a Sony Music Entertainment (Japão) e publicados sob a marca Epic/Sony Records: Extra Innings e Smart Ball, ambos publicados em 1992. Após uma mudança na Sony em 1995, a Sony Imagesoft foi fundida na Sony Computer Entertainment of America (SCEA) e desde então só oferece suporte à marca PlayStation.

## Parceria Sega
Em 20 de maio de 1992, a Sega of America e a Sony Electronic Publishing anunciaram uma parceria para criar conteúdo para os consoles da Sega sob a direção da Imagesoft. Além dos consoles Genesis e Game Gear baseados em cartucho da Sega, a parceria teve como alvo o próximo periférico Sega CD. Entre os primeiros títulos lançados para os consoles da Sega após o anúncio estão Sewer Shark e Hook. Sewer Shark, inicialmente lançado exclusivamente para Sega CD, é um rail-shooter que anos antes havia sido arquivado como parte da malfadada plataforma Control-Vision. Os videogames Hook são vinculados ao longa-metragem de Spielberg, Hook, que estreou em dezembro de 1991 e foi produzido pela TriStar Pictures, de propriedade da Sony. As portas do videogame para plataformas Sega são baseadas no jogo SNES publicado anteriormente pela Imagesoft. A versão Sega CD foi aprimorada com melhores cenas com dubladores e fotos digitais e contou com músicas da trilha sonora do filme.

## Mudanças de 1995
Em março de 1995, a Sony Imagesoft anunciou que havia nomeado Kelly Flock como presidente. Flock veio da TriMark Interactive, onde foi vice-presidente executivo desde março de 1993.
A partir de julho de 1995, apenas dois meses antes do lançamento do console PlayStation nos mercados ocidentais, a Sony Electronic Publishing reestruturou e renomeou suas divisões. Todo o marketing de videogame da Sony Imagesoft foi incorporado à Sony Computer Entertainment of America (SCEA), com cerca de 100 funcionários transferidos de Santa Monica para Foster City. O negócio de videogame da Sony Imagesoft foi fundido com o ramo de desenvolvimento de produtos da SCEA e tornou-se Sony Interactive Studios America que mais tarde seria renomeado para 989 Studios.
O negócio de software de computador da Imagesoft tornou-se Sony Interactive PC Software America e era liderado pelo gerente geral Ray Sangster.

## Jogos publicados
| Título                                         | Gênero                       | Data de lançamento                           | Desenvolvedor                                      |
| ---------------------------------------------- | ---------------------------- | -------------------------------------------- | -------------------------------------------------- |
| 3 Ninjas Kick Back                             | Ação                         | 1 de junho de 1994                           | Malibu Interactive                                 |
| 3 Ninjas Kick Back para SNES                   | Ação                         | 19 de novembro de 1994                       | Malibu Interactive                                 |
| Altered Space para Game Boy                    | Puzzle, Aventura             | Setembro de 1991                             | Software Creations                                 |
| Bram Stoker's Dracula para Game Boy            | Ação                         | 1993                                         | Psygnosis                                          |
| Bram Stoker's Dracula para SNES                | Ação                         | Setembro de 1993                             | Traveller's Tales/Psygnosis                        |
| Championship Soccer '94                        | Sports                       | Junho de 1994                                | Sensible Software                                  |
| Cliffhanger                                    | Ação                         | 25 de outubro de 1993                        | Malibu Interactive                                 |
| Cliffhanger para SNES                          | Ação                         | Outubro de 1993                              | Malibu Interactive                                 |
| Chuck Rock para SNES                           | Plataforma, rolagem lateral  | Novembro de 1992                             | Malibu Interactive                                 |
| Chuck Rock para Sega CD                        | Plataforma, rolagem lateral  | desconhecido                                 | Core Design                                        |
| Dragon's Lair para NES                         | Ação                         | 29 de dezembro de 1990                       | Motivetime                                         |
| Eastern Mind: The Lost Souls of Tong Nou       | Aventura de apontar e clicar | Início de agosto de 1995                     | OutSide Directors Company                          |
| Equinox                                        | ação e aventura              | março de 1994                                | Software Creations                                 |
| ESPN Baseball Tonight                          | Esportes                     | Maio de 1994                                 | Park Place Productions                             |
| ESPN National Hockey Night                     | Esportes                     | 1 de agosto de 1994                          | Park Place Productions                             |
| ESPN NBA HangTime '95                          | Esportes                     | &                                            |                                                    |
| ESPN SpeedWorld                                | Corrida                      | 1994                                         | Park Place Productions                             |
| ESPN Sunday Night NFL para Sega CD             | Sports                       | 1993                                         | Ringler Studios                                    |
| ESPN Sunday Night NFL para Genesis             | Sports                       | 1 de agosto de 1994                          | Ringler Studios                                    |
| ESPN Sunday Night NFL para SNES                | Sports                       | Novembro de 1994                             | Ringler Studios                                    |
| Extra Innings for SNES                         | Sports                       | 20 de março de 1992                          | Sting Entertainment                                |
| Flashback (versão SNES)                        | ação e aventura              | 1993                                         | Tiertex                                            |
| Flink (versão Mega Drive)                      | Plataforma                   | Maio de 1994                                 | Psygnosis                                          |
| Gear Works para Game Gear & Game Boy           | Puzzle                       | 1993                                         |                                                    |
| Ground Zero: Texas para Sega CD                | Ação                         | Novembro de 1993                             | Digital Pictures                                   |
| Hook para NES e Game Boy                       | Ação                         | abril de 1992                                | Ocean Software                                     |
| Hook para SNES                                 | Ação                         | Outubro de 1992                              | Ukiyotei                                           |
| Hook para Genesis e Sega CD                    | Ação                         | 1992/Março de 1993 (versão europeia Mega CD) | Core Design                                        |
| Hudson Hawk para NES e Game Boy                | Plataforma                   | 1991                                         | Ocean Software                                     |
| Johnny Mnemonic para PC e Mac                  | Filme interativo             | 26 de maio de 1995                           | Código de propaganda, dirigido por Douglas Gayeton |
| Johnny Mnemonic para Sega CD                   | Filme interativo             | unreleased                                   |                                                    |
| Last Action Hero                               | Ação                         | 28 de março de 1994                          | Bits Studios                                       |
| Last Action Hero para SNES                     | Ação                         | Outubro de 1993                              | Bits Studios                                       |
| Last Action Hero para Sega CD                  | Beat 'em up                  | cancelado                                    | Psygnosis                                          |
| Mary Shelley's Frankenstein                    | Ação                         | 4 demarço de 1994                            | Bits Studios                                       |
| Mary Shelley's Frankenstein para SNES          | Ação                         | Novembro de 1994                             | Bits Studios                                       |
| Mary Shelley's Frankenstein para Sega CD       | Ação                         | 1994                                         | Psygnosis                                          |
| Mickey Mania                                   | Plataforma                   | Outubro de 1994                              | Traveller's Tales/Psygnosis                        |
| Mickey Mania para SNES                         | Plataforma                   | Outubro de 1994                              | Traveller's Tales/Psygnosis                        |
| No Escape para SNES                            | Action                       | Novembro de1994                              | Bits Studios                                       |
| Super Battletank 2 para SNES (versão europeia) | Action                       | 1993                                         | Absolute                                           |
| Super Bomberman para SNES (versão europeia)    | Action                       | Novembro de 1993                             | Hudson Soft                                        |
| Skyblazer                                      | Action                       | 16 de março de 1994                          | Ukiyotei                                           |
| Sewer Shark para Sega CD                       | Jogo eletrônico de tiro      | 15 de Outubro de 1992                        | Digital Pictures                                   |
| Smart Ball para SNES                           | Ação e aventura              | Março de 1992                                | Game Freak                                         |
| Soccer Mania para Game Boy                     | Esportes                     | Março de 1992                                | Kitty Group Japan                                  |
| Solstice para NES                              | Puzzle                       | Junho de 1990                                | Software Creations                                 |
| Super Dodge Ball para NES                      | Esportes                     | Junho de 1989                                | Technōs Japan                                      |

## Jogos desenvolvidos
| Título           | Gênero     | Data de lançamento |
| ---------------- | ---------- | ------------------ |
| Jeopardy Classic | Puzzle     | 22 de maio de 1994 |
| Wheel of Fortune | Estratégia | 1994               |